# أرنت إريك دالي
أرنت إريك دالي (بالنرويجية البوكمول: Arnt Erik Dale)‏ هو متزحلق جبال الألب نرويجي، ولد في 19 يونيو 1960.

## وصلات خارجية
- أرنت إريك دالي على موقع الاتحاد الدولي للتزلج (التزلج على المنحدرات الثلجية) (الإنجليزية)
- أرنت إريك دالي على موقع أوليمبيديا (الإنجليزية)